# Joan Vila (músico)
Joan Vila (¿?-1791). Organista de origen catalán.
En 1738 fue nombrado coadjutor de Francesch Llussà, organista de Santa María del Pino, Barcelona. Tras la muerte de éste en 1740, detentará el cargo de organista hasta su muerte en 1791.
Según Joaquín Murguía, organista de la catedral de Málaga, era uno de los organistas más destacados de su tiempo. Joan Vila es uno de los representantes de la escuela organística de Cataluña del siglo XVIII.[cita requerida]
Se conservan varias de sus obras para teclado en distintos archivos españoles.